# Kociubeiivka, Hornostaiivka
Kociubeiivka (în ucraineană Кочубеївка) este un sat în comuna Olhîne din raionul Hornostaiivka, regiunea Herson, Ucraina.

## Demografie
Componența lingvistică a localității Kociubeiivka
     Ucraineană (88,75%)
     Rusă (10%)
Conform recensământului din 2001, majoritatea populației localității Kociubeiivka era vorbitoare de ucraineană (88,75%), existând în minoritate și vorbitori de rusă (10%).